# Mpemba-effekten

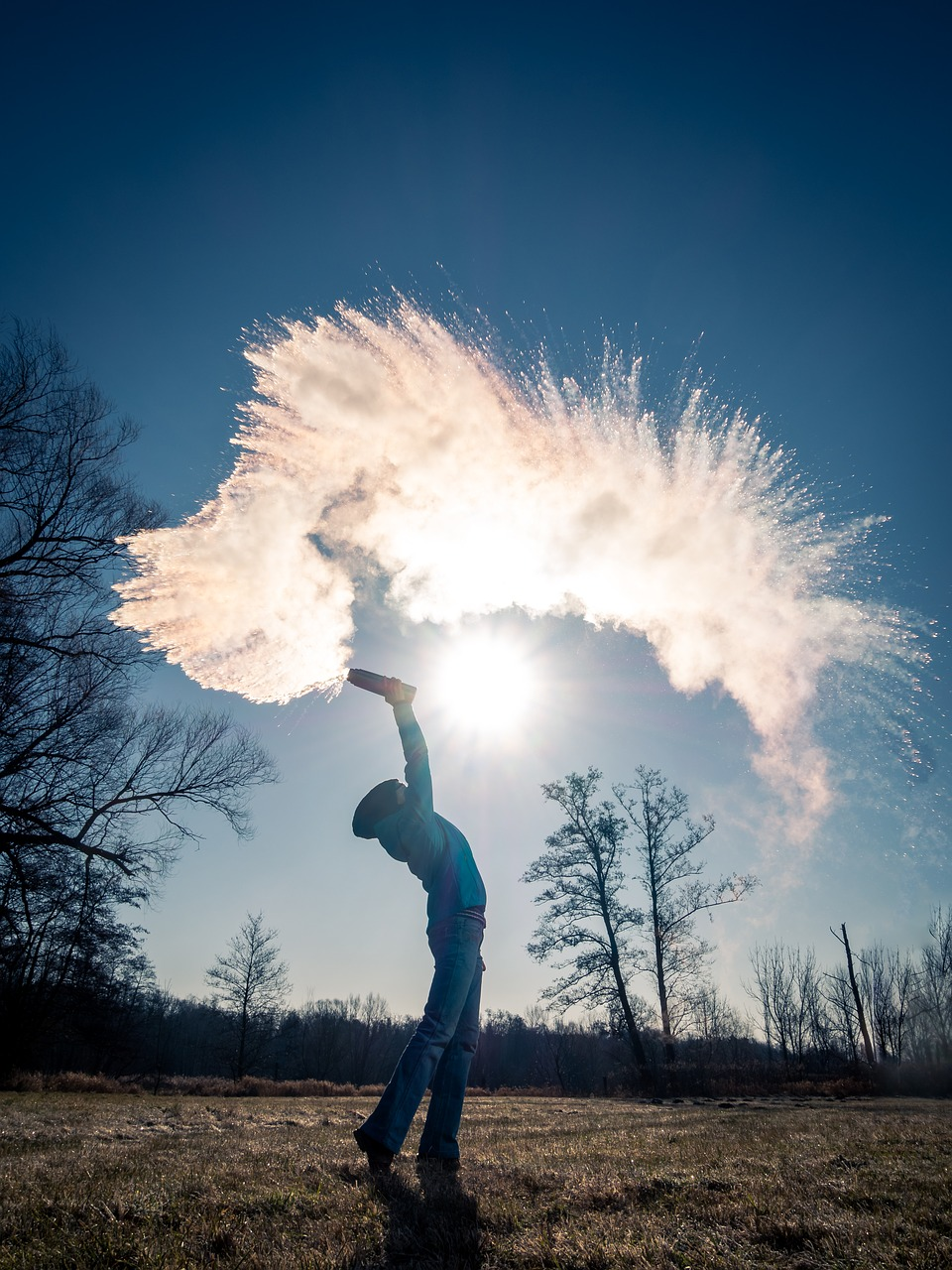
Mpembaeffekten: I mycket kall luft fryser varmt vatten innan det når marken.

Mpembaeffekten är observationen av de fenomen att varmare vatten under vissa omständigheter fryser till is snabbare än kallare vatten. Exakt vilka omständigheter som krävs är ej kända och trots att det finns många olika hypoteser kring fenomenet så finns det inte en helt fullständig förklaring ännu.

## Upptäckt
Effekten har fått sitt namn från den tanzaniske gymnasiestudenten Erasto B. Mpemba som återupptäckte fenomenet. Mpemba lade märke till fenomenet första gången 1963 när han, under en matlagningslektion, betraktade nedfrysningen av varm glassmix. Tillsammans med Dr. Denis G. Osborne publicerade Mpemba 1969 resultat från experiment kring fenomenet.
Liknande beteende kan ha observerats av vetenskapsmän under antiken som Aristoteles, även tidiga moderna forskare som Francis Bacon och René Descartes uppmärksammade fenomenet. Aristoteles förklaring till fenomenet innefattade en fysikegenskap som han kallade antiperistasis som definierades som "den förmenta ökningen i intensitet av en egenskap som resultat av att den omges av sin motsatta egenskap". Han använde begreppet antiperistasis för att bevisa sin hypotes att människokroppen och kroppar bestående av vatten var varmare på vintern än på sommaren. Denna teori motbevisades senare av observationer gjorda under medeltiden och renässansen.